# Nisha Adhikari
Pour les articles homonymes, voir Adhikari.
Nisha Adhikari, née le 4 octobre 1986 à Katmandou au Népal, est une actrice, mannequin et reine de beauté népalaise.

## Biographie
Avec les films Snow Flowers et Soongava, Nisha Adhikari est une des premières artistes à jouer des personnages lesbiens aux cinéma népalais,.

## Filmographie
télévision
- 2010 : Play it On
- 2009 : Gharbeti Ba
- 2008 : Some More
- 2006 : Count Down Kantipur
- 2006 : Indi mini Bag

cinéma
- 2009 : Mission Paisa : la Hit-Lady en noir
- 2010 : First Love
- 2010 : Nainraresham
- 2012 : Mayaz Bar
- 2012 : Apabad : Sunandha
- 2012 : Dhunwaa Yo Nasha
- 2012 : Soongava : Kiran
- 2013 : Snow Flowers
- 2013 : Padmini
- 2014 : Mero Valentine
- 2014 : Paisa Reloaded
- 2014 : Bhimdatta Bhimdutta
- 2014 : Mukhauta Mukhauta